# 迷網
細脈網，又稱迷網或異網，是一個牽涉到混合血管和動脈的複雜系統，而大藍鰭鮪（一種比較發達的鮪魚）正是其中擁有這系統的，法國博物學家與動物學家喬治·居維葉（Georges Cuvier）稱這系統為細脈網。在這個網路裡，支動脈和支血管再三地形成精妙的平行小動脈和小血管混合叢集，微溫的靜脈血從肌肉進入這脈管網路後，熱量便經由脈管壁滲入鄰近較冷、從鰓部迎面而來的動脈血中，當追動脈血進入肌肉時已帶有微溫。這種逆流熱交換作用的效果驚人，留在肌肉中的熱量，97%可由流入的血液再收回。這系統的用處在於魚類之所以游泳時未能加至最高速，是因為熱量在血液流經魚鰓時流出，而大藍鰭鮪就是正正因為有此系統，牠們也就成為鮪魚中最發達的一種。即便是人類也很難捕捉牠們。